# 怪力線
怪力線（かいりきせん）、怪力光線（かいりきこうせん）は、19世紀末のH・G・ウェルズの『宇宙戦争』を皮切りに戦前戦後のSF作品にしばしば登場する兵器である。指向性エネルギー兵器の一種で、今で言う光学兵器（殺人光線）や電光線、マイクロウェーブ兵器、超音波兵器などが空想された。
かつて、大日本帝国陸軍の登戸研究所第1課で「くわいりき」の頭文字から「く号兵器」の名で、実際に研究されていた。ここでは特殊兵器、電波兵器の研究開発が行われていた。紫外線を上空に照射して空気を電離させ雷を誘導するという実験も行っていたが、戦場における電力源の不足や携帯性がないなどの理由で計画が中止された。また後年のレーザーを思わせるような光線兵器についても研究された。それらのうちで、怪力光線は、強力なマイクロ波を発射する兵器である。数メートルの距離から小動物を殺傷する実験には成功したものの、完成には至らなかった。しかし、戦局を挽回する超兵器としての魅力は捨てきれず、一部で停戦まで研究は続けられた。開発の過程でマグネトロンが開発され、のちにその成果は電子レンジの開発に役立った。またこの光線による誘雷という概念は後年レーザー誘雷として実現する。